# 若江城之戰
若江城之戰是織田信長平定反叛近畿勢力的一場戰役，攻打在前一年樹反旗的三好義繼，佔領其居城河內國若江城，三好家嫡系也因此斷絕。

## 過程
在元龜3年（1572年）武田信玄發起西上作戰之際，河內國若江城主三好義繼叛出織田家，擊敗了細川昭元及畠山昭高，佔領畠山方數個城池，但在武田信玄於隔年病逝後，織田信長迅速展開反擊，織田家在七月打敗足利義昭並將他流放後，由羽柴秀吉將義昭送往若江城交給三好義繼，織田信長隨後在8月的一乘谷之戰、小谷城之戰中消滅朝倉義景、淺井長政。
但足利義昭對抗織田信長之心並未因為戰敗暫歇，人在若江城的義昭去信本願寺顯如，試圖促成一向一揆跟三好義繼、三好康長、遊佐信教的合作，在松永久秀將三好義繼的動向告知織田信長後，織田信長在11月進入京都時，即著手準備攻打接納足利義昭的三好義繼。
當時三好義繼因為重用家臣金山武春，將許多事務都交由他處裡，因此引起實力派重臣若江三人眾（多羅尾右近、池田教正、野間長前）的不滿，若江三人眾也數次勸諫三好義繼莫在跟織田信長為敵，但三好義繼並不採納。
為征討三好義繼，當織田信長率領織田信包、織田有樂齋、柴田勝家、丹羽長秀、瀧川一益、佐久間信盛、蜂屋賴隆、河尻秀隆、稻葉一鐵、安藤守就、前田利家、佐佐成政、不破光治、丸毛長照、關盛信、明智光秀、筒井順慶、細川藤孝、等織田家臣出戰進攻三好義繼，兵力總數有3萬、4萬5千等說法。
織田軍率先在11月13日攻打三好家臣三好長春等人率5.6百士兵駐守的貝塚砦，在細川家臣松井康之領先攻破外構後，順利攻破貝塚，城將三好長春自殺，織田軍隨後轉往攻打若江城。
14日時，織田軍兵分數路，織田有樂齋、明智光秀、細川藤孝率1萬人監視本願寺，織田信包、瀧川一益、關盛信率5千人往高屋口，監視三好康長，織田信長親率柴田勝家、丹羽長秀、蜂屋賴隆、稻葉一鐵、安藤守就等2萬人，以筒井順慶率領5千人作為先鋒直撲若江城。途中，松永久秀之子松永久通也率領5千人前來參戰。
三好義繼雖率領4千人在若江城決心籠城對抗，但是家臣若江三人眾卻與織田家內通，殺死了同僚金山武春，打開城門迎入佐久間信盛率領的織田軍，三好義繼雖試圖率領5百人從東門殺出，卻被佐久間信盛聯合若江三人眾阻擋，儘管三好義繼驍勇善戰，加上若江三人眾不敢與舊主交戰，使佐久間信盛被擊退。但松永久秀父子隨後也帶兵來阻擋，三好義繼組成魚鱗陣衝殺，在犧牲50多人後，造成松永軍2百多人的損傷，緊接著筒井順慶隨後來戰，在島左近等家臣奮戰下才終於擋下三好義繼，殺死三好軍2百多人，三好義繼被迫回城。
在織田家持續包圍下，三好義繼自知戰敗必無倖存之理，殺死妻子跟孩子後切腹，由近臣那須久右衛門介錯，家臣那須久右衛門跟岡飛驒守等三人隨即切腹殉主。戰後，織田信長把若江城交給若江三人眾。